# Шейн Маккъчън
Шейн Маккъчън (на английски: Shane McCutcheon) е фикционална героиня от сериала еЛ връзки, ролята е изпълнявана от Катрин Мениг. Шейн Маккъчън е част от сериала от началото до 6-и сезон и е един от основните персонажи. Шейн е лесбийка, която има „андрогинен“ или унисекс външен вид, тя изглежда особено „секси“ за повечето героини в сериала, но се чувства неспособна да има връзка и дълготрайни отношения с някого, заради травмата от детството ѝ, когато е изоставена от баща ѝ (който непрекъснато има връзки с различни жени, които зарязва една след друга) и майка ѝ, която има проблем с алкохола и наркотиците. Тя израства в приюти, а известно време дори (според нейни признания в сериите) е проституирала като гей, представяйки се за мъж.
Шейн е фризьорка, а известно време притежава магазин-салон за скейтбордове, мода и продукти за коса.